# Alphonse Dommergue
Pour les articles homonymes, voir Domergue.
Alphonse Dommergue, né le 1er novembre 1873 à Clavières (Cantal) et mort le 25 juin 1954 à Saint-Flour (Cantal), est un homme politique français.

## Biographie
Notaire depuis 1903, Alphonse Dommergue est mobilisé en 1914, et participe aux combats de la première guerre mondiale. Promu capitaine pendant le conflit, il est décoré de la Légion d'honneur pour son action pendant la guerre.
En 1924, il devient notaire honoraire.
Après une tentative ratée d'entrée en politique après la première guerre mondiale (deux candidatures infructueuses aux cantonales en 1919 et 1922), il est élu maire de Saint-Flour en avril 1945, puis conseiller général du Cantal, dans le canton de Saint-Flour, en septembre.
Candidat sur la liste de Camille Laurens lors des élections législatives de 1951, il profite de l'apparentement large des partis du centre-droit, et est élu député.
Son action parlementaire est cependant rapidement ralentie, puis interrompue, par la maladie. Il meurt en cours de mandat, le 25 juin 1954.

## Détail des fonctions et des mandats

### Mandats locaux
- Maire de Saint-Flour : 15 septembre 1944 - 8 mai 1953
- Conseiller général du canton de Saint-Flour-Nord : 1945 - 1954

### Mandats parlementaires
- 17 juin 1951 - 25 juin 1954 : Député du Cantal